# Vjatiči
Vjatiči (вятичи), jedno od starih slavenskih plemena iz bazena rijeke Oke i njezinih pritoka. Vjatiči se u kasnom prvom mileniju (9. i 10. stoljeće) spominju po tome što plaćaju namet Hazarima a 966. pripojeni su Kijevskoj Rusi. Vjatiči su bili stočari i biljogojci koji su u 11. stoljeću živjeli su utvrđenim naseljima na područjima suvremene Moskve i susjednih krajeva. Njihovo ime spominje se posljednji puta u kronikama do 1197. a njihovu zemlju u 12. stoljeću podijelili su Černigov, Rostovo-Suzdal i Rjazan (?).
Vjatiči se smatraju potomcima Vjatkovim, bratom Radimovim, koji je opet dao porijeklo plemenu Radimči. Ova plemena i njima srodni, Severjani (Северяне), Ilmenski Slaveni (Ильменские славяне) s jezera Ilmen i bazena rijeka Volhov, Lovat, Msta, i možda dijelom Kriviči (ruski. Кривичи, bjeloruski Крывічы; bjelorusko pleme), učestvuju u stvaranju današnjih Rusa. Iza Vjatiča ostala su mnoga arheološka nalazišta, odnosno grobni humci koje su podizali uz rijeke Oka i Don.

## Vanjske poveznice
- Вятичи